# Lista chorążych reprezentacji Fidżi na igrzyskach olimpijskich
Lista chorążych reprezentacji Fidżi na igrzyskach olimpijskich – lista zawodników i zawodniczek reprezentacji Fidżi, którzy podczas ceremonii otwarcia nowożytnych igrzysk olimpijskich nieśli flagę Fidżi.

## Chronologiczna lista chorążych
| Lp. | Rok i miejsce        | Chorąży                       | Dyscyplina            |
| --- | -------------------- | ----------------------------- | --------------------- |
| 1   | 1956, Melbourne      | Mesulame Rakuro               | Lekkoatletyka         |
| 2   | 1960, Rzym           | Mesulame Rakuro               | Lekkoatletyka         |
| 3   | 1968, Meksyk         | Viliame Liga                  | Lekkoatletyka         |
| 4   | 1972, Monachium      | Usaia Sotutu                  | Lekkoatletyka         |
| 5   | 1976, Montreal       | Miriama Tuisorisori-Chambault | Lekkoatletyka         |
| 6   | 1984, Los Angeles    | Viliame Takayawa              | Judo                  |
| 7   | 1988, Calgary        | Rusiate Rogoyawa              | Narciarstwo klasyczne |
| 8   | 1988, Seul           | Viliame Takayawa              | Judo                  |
| 9   | 1992, Barcelona      | Carl Probert                  | Pływanie              |
| 10  | 1994, Lillehammer    | Rusiate Rogoyawa              | Narciarstwo klasyczne |
| 11  | 1996, Atlanta        | Jone Delai                    | Lekkoatletyka         |
| 12  | 2000, Sydney         | Tony Philp                    | Żeglarstwo            |
| 13  | 2002, Salt Lake City | Laurence Thoms                | Narciarstwo alpejskie |
| 14  | 2004, Ateny          | Sisilia Rasokisoki            | Judo                  |
| 15  | 2008, Pekin          | Makelesi Bulikiobo-Batimala   | Lekkoatletyka         |
| 16  | 2012, Londyn         | Josateki Naulu                | Judo                  |
| 17  | 2016, Rio de Janeiro | Osea Kolinisau                | Rugby 7               |
| 18  | 2020, Tokio          | Rusila Nagasau                | Rugby 7               |
| 18  | 2020, Tokio          | Taichi Vakasama               | Pływanie              |